# Vogelfrey
Vogelfrey (gespr. Vogelfrei) ist eine deutsche Folk-Rock-Band mit dominanten Metal-Einflüssen aus Hamburg-Bergedorf.

## Geschichte

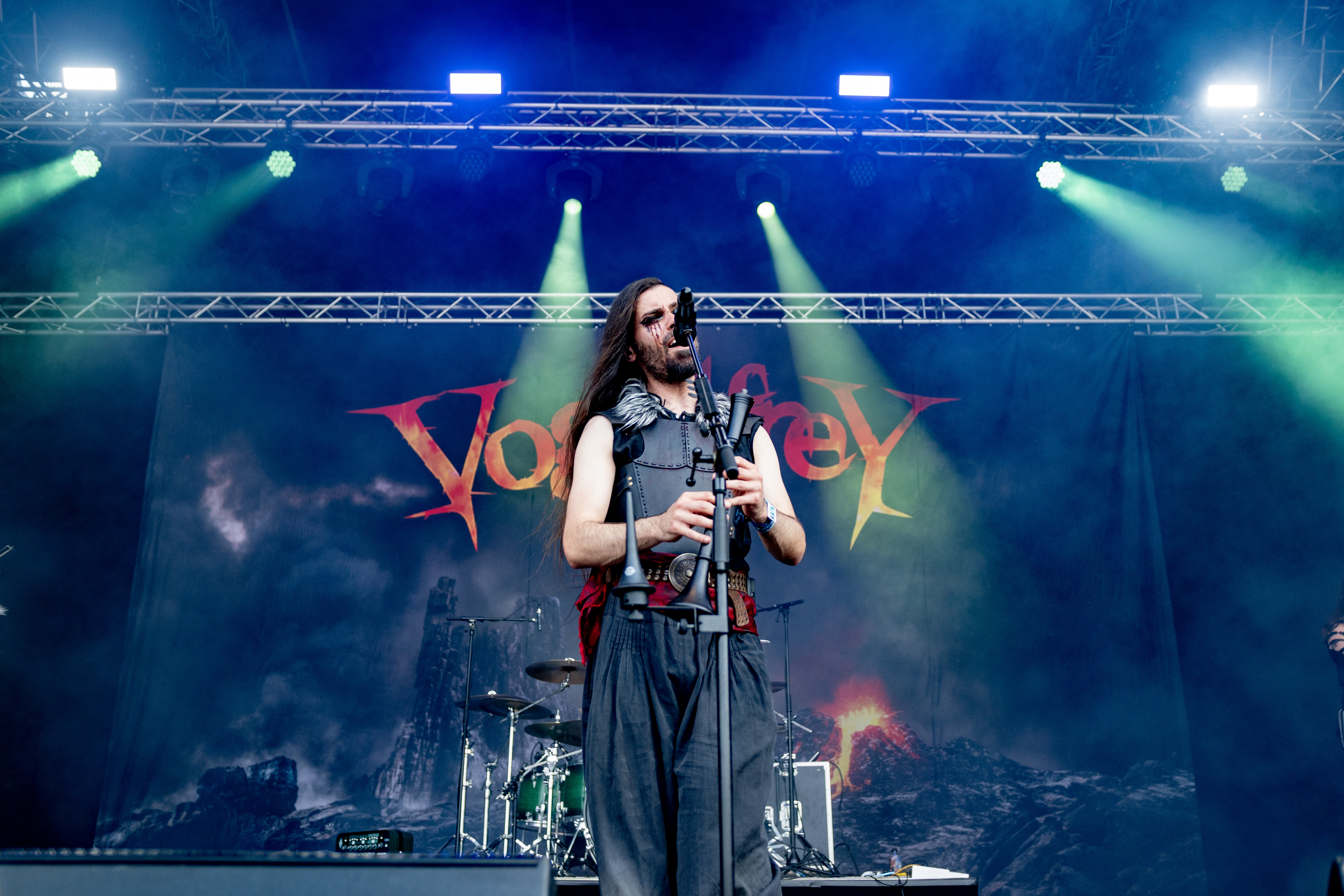
Sänger Jannik Schmidt auf dem Wacken Open Air 2024

Die Band wurde von Christopher Plünnecke zusammen mit den Brüdern Jannik Schmidt und Dominik Christiansen (geb. Schmidt) im Winter 2003/2004 ins Leben gerufen. Im März 2004 war die erste Probe. In vollständiger Besetzung entschied man sich für Stil und Namen der Gruppe. Nach diversen Konzerten im Umkreis der Hansestadt gewann man in der Markthalle Hamburg den Vorentscheid des Local Heroes Bandcontests und durfte Hamburg in Magdeburg im Finale vertreten, was den Bekanntheitsgrad von Vogelfrey deutlich ausweitete. Es folgten erste Auftritte auf großen Festivals wie dem Hörnerfest und dem Black Troll Festival. Außerdem erspielte sich Vogelfrey als Vorband von Corvus Corax u. a. im Schweriner Schloss weitere Aufmerksamkeit. Im Frühjahr 2010 unterstützten sie zusammen mit Cumulo Nimbus als Vorband die Band Ingrimm auf ihrer „Lumpenpack“-Tour. Im Sommer 2010 traten Vogelfrey u. a. auf dem Celtic Rock Open Air zu Burg Greifenstein auf. Nach einer selbstproduzierten Demo erhielt die Band 2010 einen Plattenvertrag bei Trollzorn Records, worüber sie am 31. Oktober 2010 ihr Debütalbum Wiegenfest veröffentlichte. Produziert wurde das Album von Daniel Bernath in den „Übersound Recording Studios“.
Im Jahr 2011 spielten Vogelfrey u. a. auf dem Hörnerfest, dem Rockharz Open Air und dem Summer Breeze. Am 18. Mai 2012 veröffentlichte die Band ihr zweites Album Zwölf Schritte zum Strick und traten im Sommer 2012 u. a. auf dem Feuertanz Festival auf der Burg Abenberg, dem Wacken Open Air und Burgfolk auf. Im Herbst 2012 ging die Band erstmals als Headliner auf Deutschland-Tour. Am 6. August 2012 veröffentlichte die Band ihr erstes Musikvideo zu dem Lied Sturmgesang, welches mit dem dritten Album Sturm und Klang am 28. August 2015 erstmals über das Label Metalville erschienen ist. Am 29. September 2017 ist das Album In Ekstase erschienen. Zu diesem Album wurden Musikvideos für die Songs Crystal Met, Mittelalterrockstar und Tanz für mich produziert.
Am 25. Oktober 2019 folgte das fünfte Studioalbum Nachtwache, wobei auch hier wieder für drei Songs Videos produziert wurden. Ära des Stahls, Schüttel dein Haupt und Magst du Mittelalter. Bei diesem Song hat Chris Harms von der Band Lord of the Lost einen Gastauftritt.
Während der pandemiebedingten Auftrittspause wurde an Weihnachten 2020 eine Piano-Version von Walhalla veröffentlicht. In dieser Zeit wurden zudem ein Discord-Kanal und ein Twitch-Kanal der Band etabliert, über welche seitdem regelmäßig Communityaktionen und Livestreams organisiert werden. 
Am 15. Juni 2021 startete die Band über die Crowdfunding-Plattform Startnext eine zweimonatige Sammelkampagne für das sechste Studioalbum Titanium mit einem Finanzierungsziel von 15.000 €. Die Kampagne war mit insgesamt 20.505 € erfolgreich und es wurde im Zuge dieser auch die Folksnah Akustik EP mit sechs Akustikcovern älterer Vogelfrey-Songs finanziert, darunter eine Akustikversion von Legenden mit einem Gastauftritt des deutschen Musikers Jan Hegenberg.
Titanium wurde erneut von Daniel Bernath produziert und erschien am 16. September 2022. Das Album beinhaltet zehn Titel, darunter eine Coverversion von 1000 Jahre Bier der Hamburger Band Deichkind gemeinsam mit Mr. Hurley von Mr Hurley & die Pulveraffen. Mit der Veröffentlichung gelang der Band erstmals eine Chartplatzierung in den deutschen Albumcharts. Es folgten drei Singleauskopplungen, Flammenvogel, 1000 Jahre Bier, Nicht A mit Musikvideos sowie ein nachträglich Ende 2023 veröffentlichtes Lyric-Video zu Stahlhammer. 

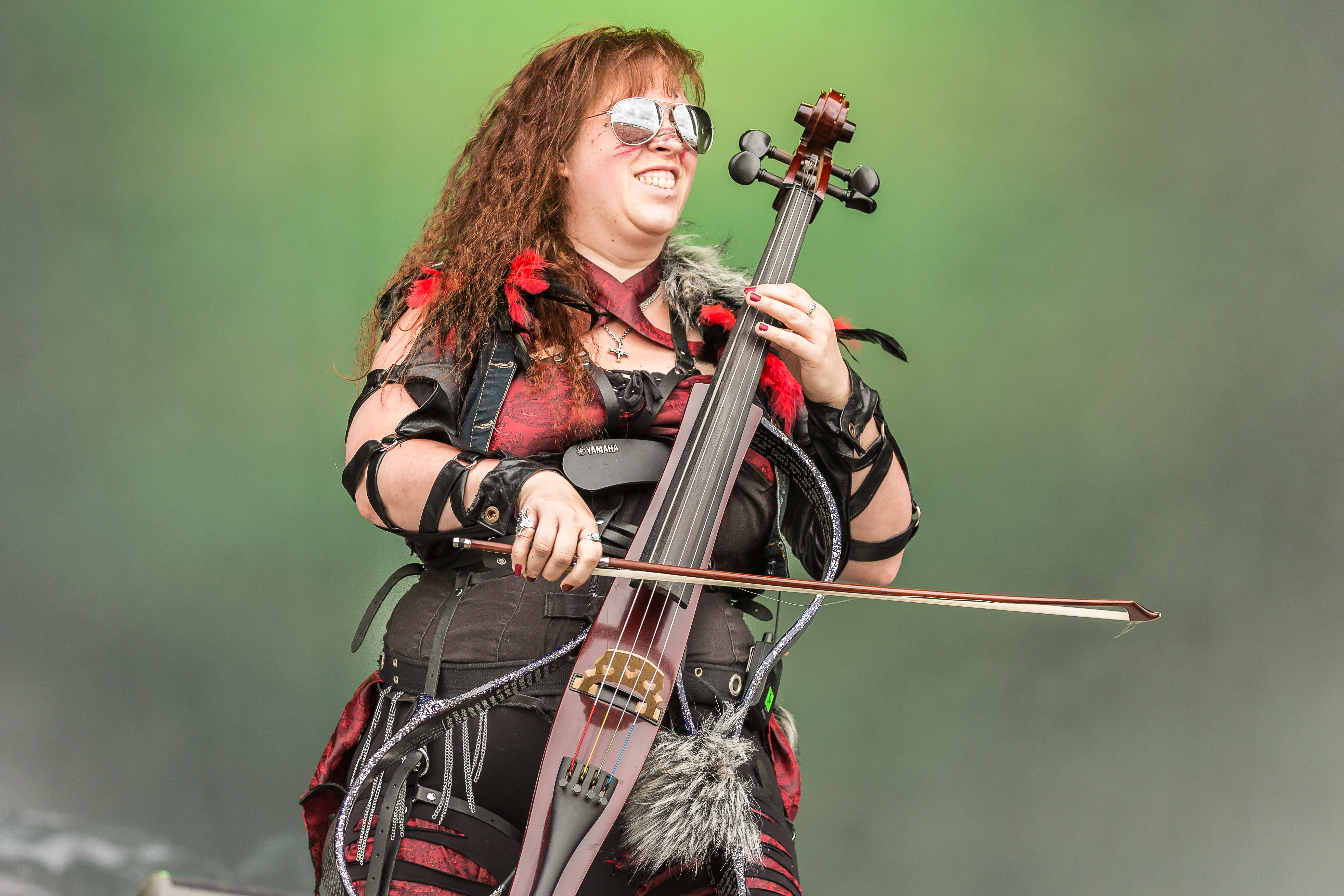
Johanna Heesch am E-Cello beim Rockharz 2024

2022 spielten Vogelfrey zwei als Teil der Finanzierungskampagne geplante Barkassenkonzerte im Hamburger Hafen sowie mehrere Festivalauftritte, u. a. Hörnerfest, Altburg Festival, Walhalla Festival der Helden und Phantastischer Lichter Weihnachtsmarkt 2022. Anfang 2023 folgte dann die Titanium-Headliner-Tour.
Am 1. März 2024 spielte die Band ein besonderes Jubiläumskonzert im Logo Hamburg gemeinsam mit Reliquiae zum 20-jährigen Bestehen von Vogelfrey. Zusätzlich zum Konzert wurde eine überarbeitete Version von Heldentod vom ersten Album veröffentlicht.

## Sturm & Klang Festival
Im März 2015 organisierten Vogelfrey mit dem Sturm und Klang Festival ein eigenes Festival in Gruenspan, auf dem sie gemeinsam mit Adorned Brood, Harpyie, Incantatem und Off Limits spielten. April 2016 spielten sie gemeinsam mit Stahlmann, Reliquiae und Johnny Deathshadow im Knust. Im Oktober 2017 spielten sie dort abermals gemeinsam mit Die Vorboten, Incantatem und Forgotten North. Am 12. Oktober 2018 fand das Festival zum ersten Mal im Kulturpalast Hamburg statt, diesmal bildeten Reliquiae, Terra Atlantica und Barayan mit ihnen die Besetzung.

## Diskografie

### Studioalben
- 2010: Wiegenfest (CD; Trollzorn / SMP Records)
- 2012: Zwölf Schritte zum Strick (CD; Trollzorn / SMP Records)
- 2015: Sturm und Klang (CD; Metalville / Rough Trade)
- 2017: In Ekstase (CD; Metalville / Rough Trade)
- 2019: Nachtwache (CD; Metalville / Rough Trade)
- 2022: Titanium (CD; Metalville / Rough Trade)

### Konzertalben & DVD
- 2016: Live (DVD; Eigenproduktion) – Beinhaltet Konzertmitschnitte aus Hamburg und vom Wacken Open Air 2012.
- 2016: Sturm und Klang Live (CD+DVD; Metalville / Rough Trade)

### Beiträge auf Kompilationen
- 2010: Trollzorn Label Compilation I (Song „Belsazar“)
- 2010: Orkus Compilation 65 (Song „Puella Rufa“)
- 2010: Sonic Seducer – Cold Hands Seduction Vol. 113 (Song „Ball der Gehängten“)
- 2011: Mittelalter Party Vol.3 (Song „Heldentod“)
- 2011: Zillo Medieval – Mittelalter Und Musik CD 2 (Song „Heldentod“)
- 2011: The Essence Of Steel – Metal Summer Festival Anthems (Song „Heldentod“)
- 2012: Mummenschanz Compilation Vol. 1 (Song „Heldentod“)
- 2012: Orkus Compilation 80 (Song „Der Tusch“)
- 2012: Zillo Medieval – Mittelalter Und Musik CD 6-12 (Song „Schuld ist nur der Met“)
- 2012: Trollzorn Label Compilation II (Song „Lindwurm Massaker“)
- 2012: Mittelalter:Medieval Spirits 6 (Song „Schuld ist nur der Met“)
- 2012: Feuertanz Festival 2012 (Live-DVD, Auszug aus dem Konzertmitschnitt)
- 2013: Mummenschanz Compilation Vol. 2 (Song „Schuld ist nur der Met“)

## Musikvideos
- 2015: Sturmgesang
- 2015: Hörner Hoch
- 2016: Tandaradei (360° Video; Akustikversion)
- 2017: Crystal Met
- 2017: Mittelalter Rockstar
- 2019: Ära des Stahls
- 2019: Schüttel dein Haupt
- 2019: Magst Du Mittelalter
- 2020: Walhalla (Piano-Version)
- 2022: Flammenvogel
- 2022: 1000 Jahre Bier (feat. Mr. Hurley)
- 2022: Nicht A
- 2022: Unsterblich (Piano Version)
- 2023: Stahlhammer (Lyric)
- 2024: Heldentod (20th Anniversary Version)